# Dasineura affinis
Dasineura affinis är en tvåvingeart som först beskrevs av Jean-Jacques Kieffer 1886.  Dasineura affinis ingår i släktet Dasineura och familjen gallmyggor. Inga underarter finns listade i Catalogue of Life.